# Vaginale douche

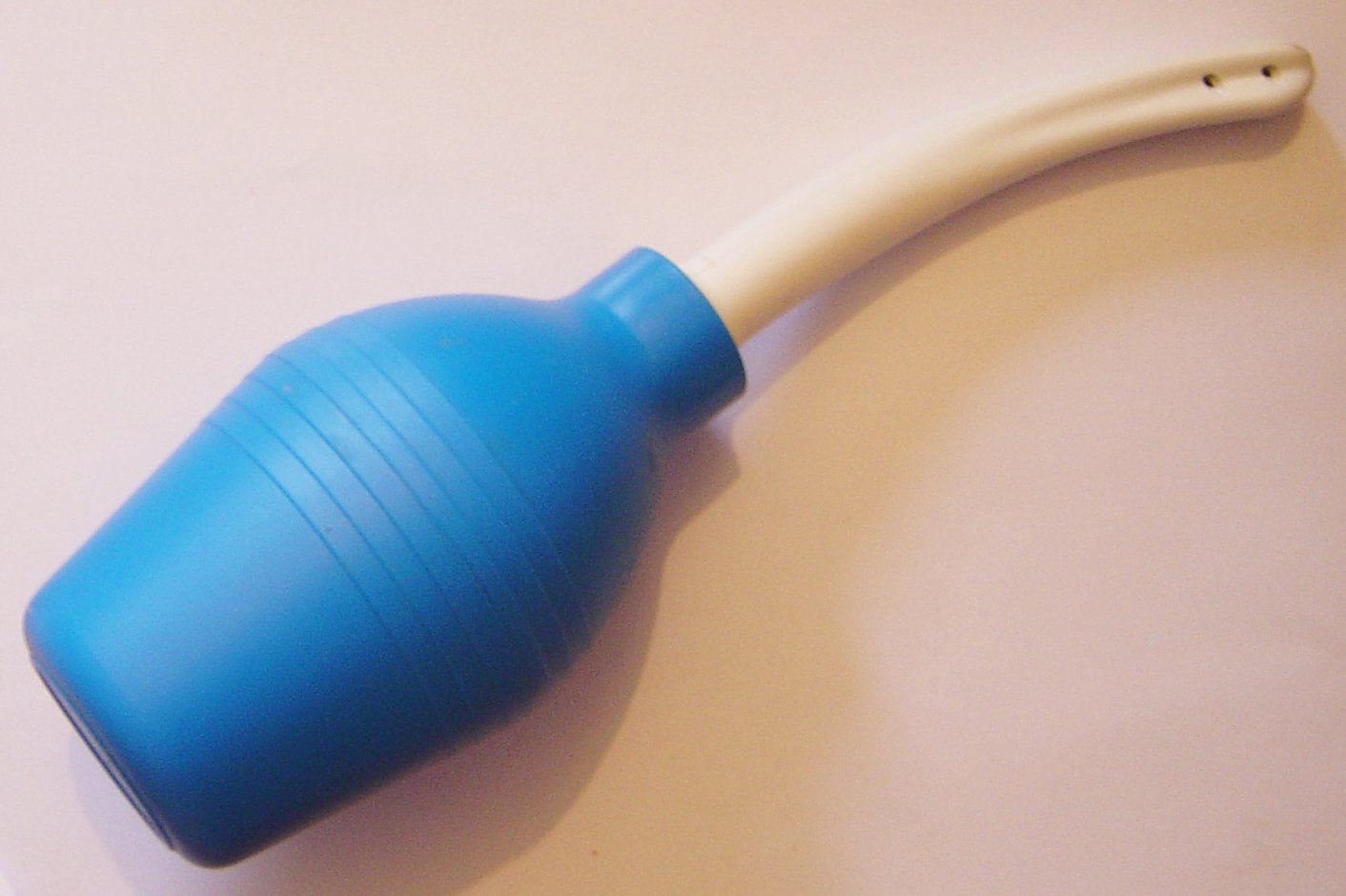
Vaginale douche. Let op de gaatjes aan de zijkant van de spuitmond

Een vaginale douche is een spoeling van de schede door een (met een injectiespuit) ingebrachte vloeistof. Zo'n schedespoeling werd vroeger gebruikt als anticonceptief middel om de zaadcellen mee weg te spoelen. Men was toen ook van mening dat een vaginale douche het lichaam hielp rein te houden.
Een normale, gezonde vrouw heeft echter geen schedespoeling nodig. De sterke chemicaliën die in de doucheoplossing zitten, kunnen de cellen in de wand van de vagina beschadigen. Bovendien worden dan de goedaardige bacteriën, die ervoor zorgen dat er geen infecties kunnen optreden, weggespoeld en wordt zo de zelfreinigende functie van de vagina tenietgedaan. Eigenlijk bereikt men na verloop van tijd dus het omgekeerde van wat de bedoeling was.
Het nemen van een vaginale douche om eventuele vieze geuren weg te nemen, biedt zelden soelaas. Geuren zijn meestal afkomstig van de uitwendige geslachtsdelen en kunnen het best met water worden gewassen. Zeep (ook speciale zeep) wordt zeer afgeraden door gynaecologen. Blijft de sterke geur daarna nog aanhouden, dan is er sprake van een vaginale infectie en dient de dokter geraadpleegd te worden.
Een schedespoeling wordt met klem afgeraden indien men (mogelijk) zwanger is. Diverse preparaten bevatten immers chemicaliën die, indien ze worden geabsorbeerd, de foetus kunnen beschadigen.

## Mogelijk verband met buitenbaarmoederlijke zwangerschap
Men vermoedt dat er een verband bestaat tussen het regelmatig uitvoeren van een vaginale douche en een buitenbaarmoederlijke zwangerschap. Onderzoekers ondervroegen 155 vrouwen die zo'n afwijkende zwangerschap hadden, en 456 vrouwen met een normale zwangerschap. De kans op een buitenbaarmoederlijke zwangerschap was twee keer zo hoog bij vrouwen die minstens één keer per week een vaginale douche namen als bij vrouwen die dat helemaal niet deden.
Een mogelijke verklaring hiervoor is dat het nemen van een vaginale douche het risico op diverse bekkenbodemontstekingen verhoogt doordat er infecties worden verspreid doorheen de cervix in de uterus en de eierstokken. Bekkenbodemontstekingen zijn bekende veroorzakers van buitenbaarmoederlijke zwangerschappen.

## VS
Uit studies blijkt dat 1/5 vrouwen in de VS tussen 15 en 44 jaar oud regelmatig een vaginale douche gebruikt, ondanks medisch tegenadvies. 